# Asplenium clermontiae
Asplenium clermontiae är en svartbräkenväxtart som beskrevs av John Thomas Irvine Boswell Syme. Asplenium clermontiae ingår i släktet Asplenium och familjen Aspleniaceae. Inga underarter finns listade.